# Адама Гіра
Адама Гіра (фр. Adama Guira, нар. 24 квітня 1988, Уагадугу) — буркінійський футболіст, півзахисник клубу «Расінг Ріоха» та національної збірної Буркіна-Фасо.

## Клубна кар'єра
Адама почав свою футбольну кар'єру на батьківщині в клубі «Расінг де Бобо», у складі якого в 2007 році виграв Кубок Буркіна-Фасо.
У 2008 році Гіра переїхав в Іспанію, підписавши контракт з клубом «Гава», що виступав у Сегунді Б. По закінченні сезону, провівши 27 матчів, Адама перейшов у «Аліканте», який тільки вилетів з Сегунди.
По закінченні сезону 2010/11 буркінієць приєднався до ще одного клубу третього іспанського дивізіону, «УД Логроньєс». З клубом з Логроньйо Гіра дійшов до 4 раунду Кубку Іспанії, в якому йому протистояла «Валенсія». Адама взяв участь у другому матчі проти валенсійців.
Влітку 2011 року Гіра знову змінив клуб. Цього разу він вирушив до Швеції, уклавши контракт «Юргорденом». У Аллсвенскан буркінієць дебютував 7 серпня 2011 року, вийшовши на заміну в матчі проти «Гетеборга». Вже в кінці року Адама залишив шведський клуб, провівши лише 6 ігор.
22 лютого 2012 року було оголошено, що Гіра підписав контракт з молдовською «Дачією». Свій перший матч у чемпіонаті Молдови Адама провів проти «Шерифа». Вже у другому своєму матчі за «Дачію» півзахисник був вилучений з поля. 30 березня 2012 року Адама забив свій перший гол на футбольних полях Молдови. 5 липня Адама дебютував у єврокубках, взявши участь у матчі першого кваліфікаційного раунду Ліги Європи 2012/13.
У липні 2013 року, провівши за «Дачію» у чемпіонаті Молдови 37 матчів, Гіра перейшов у данський клуб «Сеннер'юск». За свою нову команду півзахисник дебютував у матчі першого туру проти «Оденсе». Усього в Данії буркінієць провів три сезони. Граючи у складі «Сеннер'юска» також здебільшого виходив на поле в основному складі команди, зігравши у 96 матчах Суперліги.
31 серпня 2016 року перейшов у клуб французької Ліги 2 «Ланс», підписавши контракт на три роки. Він не зумів закріпитися в основному складі команди і за весь сезон 2016/17 зіграв лише 7 матчів в національному чемпіонаті. 30 червня 2017 року Гіра домовився з клубом про дострокове розірвання контракту та став вільним агентом, після чого повернувся до Данії, де грав за команди «Орхус» та «Сеннер'юск», з невеликою перервою на ігри в гонконзькому клубі «R&F».
У серпні 2021 року став гравцем клубу четвертого іспанського дивізіону «Расінг Ріоха».

## Виступи за збірну
6 вересня 2010 року дебютував в офіційних іграх у складі національної збірної Буркіна-Фасо в товариському матчі проти збірної Габону.
У складі збірної був учасником Кубка африканських націй 2015 року в Екваторіальній Гвінеї та Кубка африканських націй 2017 року у Габоні.
Наразі провів у формі головної команди країни 30 матчів.

## Титули і досягнення
- Бронзовий призер Кубка африканських націй: 2017